# 新古王
新古王（1756年5月10日—1782年2月14日），一译辛古王，《清史稿》称其为赘角牙，缅甸贡榜王朝第四代国王，1776年至1782年在位。
新古王原名Min Ye Hla，是辛标信的长子。辛标信继位后，将新古赐给他当封地，故而得名。
雍笈牙生前要求继承者们兄终弟及。然而辛标信在战争中获得崇高威望后却违背了这个意愿，越过了弟弟巴顿亲王波道帕耶，将自己的儿子新古王立为继承人。新古王的继位受到自己的岳父、大将军玛哈·希哈修亚的支持，但却受到其他王族成员的不满，因此他屠杀了所有潜在的竞争者。
新古王在位期间，为巩固自己的统治，停止了对暹罗的战争，将玛哈·希哈修亚自暹罗召回，将兰纳事实上割让给了暹罗。1778年，老挝停止向缅甸进贡。
1782年，庞加亲王莽莽趁新古王出巡期间发动政变篡位，自立为王。一周后，波道帕耶率兵来到皇宫，废黜了新古王和莽莽并将他们杀死。
| 統治者頭銜    | 統治者頭銜                 | 統治者頭銜             |
| ------------- | -------------------------- | ---------------------- |
| 前任： 辛标信 | 貢榜王朝君主 1776年–1782年 | 繼任： 莽莽            |
| 王室頭銜      |                            |                        |
| 前任： 辛标信 | 缅甸副王 1763年–1776年     | 繼任者： Pyinsi Mintha |